# 益村眞知子
益村 眞知子（ますむら まちこ、1954年 - ）は、日本の経済学者。九州産業大学経済学部教授。

## 略歴
福岡県出身。
1982年中央大学大学院経済学研究科博士前期課程修了、1987年同博士後期課程単位取得退学。　

## 著書
- （大矢野栄次）『入門現代経済学』（中央経済社, 1990年）
- （丸尾直美, 吉田雅彦, 飯島大邦）『ポスト福祉国家の総合政策』（ミネルヴァ書房, 2001年）